# Ogólnopolski Przegląd Artystycznego Ruchu Seniorów „Ars”
Ogólnopolski Przegląd Artystycznego Ruchu Seniorów „ARS” – przegląd zespołów artystycznych i grup twórczych złożonych z seniorów, organizowany od 1979 r. przez Kujawsko-Pomorskie Centrum Kultury w Bydgoszczy

## Charakterystyka
I Ogólnopolski Przegląd Artystycznego Ruchu Seniorów „ARS" został zorganizowany w 1979 r. Jego ideą były krajowe konfrontacje artystycznych zespołów i grup twórczych działających przy Klubach Seniora. Pomysłodawcą imprezy był pracownik Kujawsko-Pomorskiego Centrum Kultury w Bydgoszczy (dawniej Wojewódzki Ośrodek Kultury i Sztuki "Stara Ochronka") – Tytus Frelichowski, którego wspierał red. Mieczysław Andrzejewski z „Dziennika Wieczornego”. Była to nie tylko gigantyczna impreza o profilu artystycznym, ale i znacząca impreza metodyczna, której charakter nadawały liczne imprezy towarzyszące przygotowywane specjalnie na tę okazję. Początkowo przegląd odbywał się co trzy lata. W 1994 r. na wniosek uczestników, "ARS" ma miejsce co dwa lata, a poprzedzają go eliminacje wojewódzkie. Organizatora eliminacji wojewódzkich proponuje Urząd Marszałkowski danego województwa. Celem przeglądu jest zaprezentowanie dorobku zespołów artystycznych i solistów działających w Klubach Seniora, stworzenie możliwości konfrontacji twórczości artystycznej, pielęgnowanie tradycji ludowych i działalności zespołów artystycznych w Klubach Seniora, oddziaływanie na szersze kręgi społeczne poprzez upowszechnianie właściwych wzorców spędzania wolnego czasu. Przegląd cieszy się ogromną popularnością wśród seniorów, zarówno tych występujących jak i oglądających. Zespoły i soliści prezentują się w repertuarze o tematyce dowolnej (temat nie może być powtórzony z lat poprzednich) w następujących kategoriach: wokalnej, instrumentalnej, chóralnej, folklorystycznej, kabaretowej, teatrów dramatycznych i obrzędowych, teatrów jednego aktora, poezji śpiewanej, tańca. W Przeglądzie wziąć udział mogą zarówno zespoły jak i duety i soliści. Od 1994 r. najlepszy zespół Ogólnopolskiego Przeglądu Artystycznego Ruchu Seniorów „ARS” otrzymuje nagrodę Grand Prix im. Tytusa Frelichowskiego.
Scenami festiwalu były m.in.: Kinoteatr „Adria”, amfiteatr w parku Ludowym, sala koncertowa Akademii Muzycznej, Opera Nova i Teatr Polski.
17. Ogólnopolski Przegląd Twórczości Artystycznej Seniorów "ARS 2016" odbędzie się w dniach 29 września- 02 października we Włocławku w Centrum Kultury Browar B.